# Dorsal de Gakkel

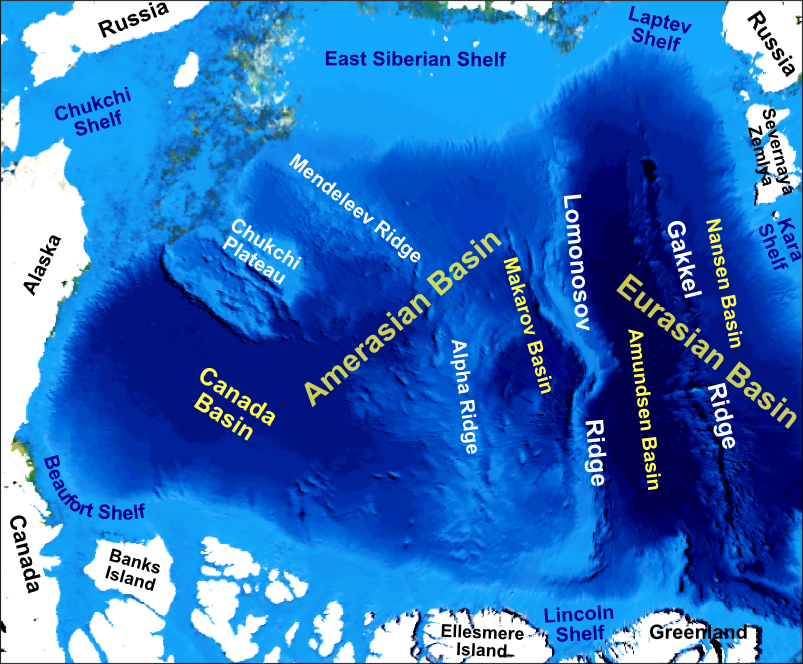
Características batimétricas y topográficas principales del océano Ártico.

La dorsal de Gakkel (antes también conocida como dorsal mesoártica o cordillera de Nansen), es una dorsal mediooceánica. Se trata de un borde divergente entre la placa Norteamericana y la placa Eurasiática. Se ubica en el océano Ártico entre Groenlandia y Siberia y tiene una extensión de unos 1800 kilómetros. Desde el punto de vista geológico, la dorsal de Gakkel conecta el extremo norte de la dorsal mesoatlántica con el Rift marino de Láptev.
La existencia de la dorsal de Gakkel y su ubicación aproximada fueron predichas por el explorador polar ruso Yakov Yakovlevich Gakkel y luego confirmadas por las expediciones soviéticas al Ártico en 1950. La dorsal fue nombrada en su memoria en 1987.
En la dorsal se ha registrado el movimiento de expansión más lento de todas las dorsales de la Tierra, con un promedio de menos de 1 cm por año. Hasta 1999 se pensó que el sistema no poseía volcanes. Dicho año, sin embargo, científicos a bordo de un submarino nuclear descubrieron volcanes activos en la dorsal. En 2001, dos rompehielos de investigación realizaron un viaje de exploración y recolección de muestras petrológicas. Entre otros descubrimientos, la expedición halló evidencia de fuentes hidrotermales. En 2007, la Institución Oceanográfica de Woods Hole condujo una expedición de investigación —denominada AGAVE por su sigla en inglés— en dichas fuentes hidrotermales, en la que se realizaron algunos hallazgos inesperados. En efecto, se encontraron depósitos volcánicos de material piroclástico fragmentado no consolidado que cubrían el valle axial de la dorsal, en un área superior a 10 km².
El magma encontrado en estos depósitos sugiere la presencia de sustancias volátiles en concentraciones diez veces superiores a la de los magmas hallados en otras dorsales submarinas. Mediante el uso de ROV, la expedición AGAVE
descubrió lo que llamaron una "extraña 'alfombra' de comunidades microbianas que contenían media docena de especies nuevas".